# 히가시요코야마촌 (오사카부)
히가시요코야마촌(일본어: 東横山村)은 일본 오사카부 이즈미군·센보쿠군에 설치되었던 촌이다. 현재의 이즈미시에 해당한다.